# Сан Лацаро Реале (Империја)
Сан Лацаро Реале је насеље у Италији у округу Империја, региону Лигурија.
Према процени из 2011. у насељу је живело 105 становника. Насеље се налази на надморској висини од 173 м.